# 황남대총 남분 은관
황남대총 남분 은관(皇南大塚南墳 銀冠)은 대한민국 경상북도 경주시 황남동 미추왕릉 지구에 있는 삼국시대 신라 무덤인 황남대총에서 발견된 은관이다. 1978년 12월 7일 대한민국의 보물 제631호로 지정되었다.

## 개요
황남대총 남분 은관(皇南大塚南墳 銀冠)은 경주시 황남동 미추왕릉 지구에 있는 삼국시대 신라 무덤인 황남대총에서 발견된 은관이다. 황남대총은 2개의 봉분이 남·북으로 표주박 모양으로 붙어 있다.
이 은관은 남쪽 무덤 널(관) 밖 머리쪽 껴묻거리 구덩이(부장갱) 안에서 발견된 것으로 높이 17.2㎝, 머리띠(대륜) 너비 3.2㎝, 지름 16.6㎝이다.
머리띠 위의 장식은 3개의 가지가 있는 모습으로 신라시대 관모(冠帽)에서는 보기힘든 독특한 양식이다. 중앙가지는 위에 돌기가 있고, 활 모양으로 휘어지며 위가 넓고 아래가 좁은 마름모 형태의 은판을 붙였다. 좌우에는 반달형 은판을 붙이고, 바깥쪽을 일정한 폭으로 오려낸 다음 하나하나 꼬아서 새털 모양을 만들었다. 새털 모양의 가지는 신라 금관 형식에는 없었던 것으로서, 의성 탑리 무덤에서 이와 유사한 관모가 발견된 적이 있지만 경주지역에서는 처음 발견된 예로서 주목된다.

## 같이 보기
- 황남대총

## 참고 자료
- 황남대총 남분 은관 - 국가유산청 국가유산포털